# Tetrahidrozolina
La Tetrahidrozolina es un fármaco del grupo de las aminas simpáticomiméticas un derivado de la imidazolina, con acción estimulante sobre los receptores α-adrenérgicos1 del sistema nervioso simpático, por lo que posee propiedades vasoconstrictoras y descongestivas. Tiene pocos efectos sobre los receptores beta-adrenérgicos.
Como otros productos derivados de la imidazolina, la tetrahidrozolina se emplea como gotas para los ojos, aunque existen otros productos que se usan para promover la vasoconstricción en la mucosa nasal.

## Modo de acción
Aplicada localmente, la acción α-adrenérgica1 de la tetrahidrozolina se limita a producir vasoconstricción de las mucosas; por ello provoca descongestión de la conjuntiva. La duración del efecto varía entre 4 y 12 horas. Pasado el efecto, puede aparecer congestión de rebote por vasodilatación, lo que induce a repetir su administración en forma de círculo vicioso.

## Otros congéneres derivados de la imidazolina
- Nafazolina
- Oximetazolina
- Xilometazolina